# Комедија плашта и мача
Комедија (комад) плашта и мача (шп. Comedia de capa y espada, комедија де капа и еспада), је драмска врста шпанске књижевности која је, почетком 16. вијека, с комедијом де руидо (шп. comedia de ruido – бучна комедија или комад), замијенила дотада главне типично шпанске драмске врсте: комедију (шп. comedia – комад), драму о животу нижих друштвених слојева, и трагедију, драму о животу највиших друштвених слојева. Као и у комедији де руидо, и овдје је најважнија интрига, мотивски усредсређена око љубави, љубоморе, а посебно частољубивости. За разлику од комедије де руидо, комедије плашта и мача црпе грађу из савременог живота ниже аристократије и виших слојева средње класе, чији су је представници изводили, готово без декора и у свакодневној одјећи, по чему је добила и име. Заплет комедије плашта и мача, обично је везан за препреке које треба савладати да би дошло до вјенчања заљубљених. Ситуација се често компликује неспоразумима или замјеном личности. Као и сви комади шпанског Златног вијека, писана је у стиху. Прожета је комиком, коју обезбјеђује лик довитљивог слуге – „грасиосо”, оличење народске филозофије живота и здравог разума насупрот идеализованом лику јунака. Врхунац достиже у стваралаштву Лопе де Веге, а по узору на њега потом је успјешно његује Калдерон. 